# NGC 522

NGC 522

NGC 522 هي مجرة تتبع كوكبة الحوت. اكتشفها هاينريش لويس دريست في 25 سبتمبر 1862.

## روابط خارجية
- NGC 522 على موقع ويكي سكاي: DSS2, SDSS, GALEX, IRAS, Hydrogen α, X-Ray, Astrophoto, Sky Map, Articles and images